# If You Were a Movie, This Would Be Your Soundtrack
| Críticas profissionais | Críticas profissionais |
| Avaliações da crítica  | Avaliações da crítica  |
| Fonte                  | Avaliação              |
| ---------------------- | ---------------------- |
| AbsolutePunk           | 7.5/10                 |
| Sputnikmusic           | [ 2 ]                  |

If You Were a Movie, This Would Be Your Soundtrack é um EP acústico da banda de post-hardcore americana Sleeping with Sirens. Foi lançado em 26 de junho de 2012 pela Rise Records e estreou no nº 17 na Billboard Top 200, vendendo 17.486 de cópias na primeira semana. Este EP apresenta versões acústicas de "If I'm James Dean, You're Audrey Hepburn", "With Ears to See and Eyes to Hear", do álbum With Ears to See and Eyes to Hear e três outras músicas novas. Este álbum também apresenta vocais de Jessica Ess na música "Don't You Ever Forget About Me".

## Faixas
| N.º            | Título                                                          | Duração |  |
| 1.             | "Scene One - James Dean & Audrey Hepburn"                       | 4:16    |  |
| 2.             | "Scene Two - Roger Rabbit"                                      | 3:17    |  |
| 3.             | "Scene Three - Stomach Tied In Knots"                           | 3:29    |  |
| 4.             | "Scene Four - Don't You Ever Forget About Me" (com Jessica Ess) | 3:24    |  |
| 5.             | "Scene Five - With Ears to See and Eyes to Hear"                | 3:47    |  |
| Duração total: | Duração total:                                                  | 18:13   |  |

## Créditos
Sleeping with Sirens
- Gabe Barham - percussão
- Jack Fowler - guitarra base
- Justin Hills - baixo
- Jesse Lawson  - guitarra principal
- Kellin Quinn - vocal

## Musicos convidados
- Jessica Ess - vocal em "Don't You Ever Forget About Me"[3]